# 邦盖
邦盖（Banggai）是印度尼西亚中苏拉威西省的一个城镇，是邦盖海县的县治所在，位于邦盖群岛第二大岛邦盖岛西海岸。2010年统计，邦盖所在的邦盖区（Kecamatan Banggai）共有19,977人。

## 资料来源
1. ↑  Biro Pusat Statistik, Jakarta, 2011.